# Бриджпорт (Оклахома)
Бриджпорт (англ. Bridgeport) — місто (англ. town) в США, в окрузі Каддо штату Оклахома. Населення — 97 осіб (2020).

## Географія
Бриджпорт розташований за координатами 35°32′51″ пн. ш. 98°22′39″ зх. д. / 35.54750° пн. ш. 98.37750° зх. д. (35.547590, -98.377474).  За даними Бюро перепису населення США в 2010 році місто мало площу 1,39 км², уся площа — суходіл.

## Демографія
Згідно з переписом 2010 року, у місті мешкало 116 осіб у 39 домогосподарствах у складі 31 родини. Густота населення становила 84 особи/км².  Було 55 помешкань (40/км²).
Расовий склад населення:
| - 86,2 % — білих - 8,6 % — корінних американців - 0,9 % — азіатів |

До двох чи більше рас належало 3,4 %. Частка іспаномовних становила 6,9 % від усіх жителів.
За віковим діапазоном населення розподілялося таким чином: 26,7 % — особи молодші 18 років, 59,5 % — особи у віці 18—64 років, 13,8 % — особи у віці 65 років та старші. Медіана віку мешканця становила 37,5 року. На 100 осіб жіночої статі у місті припадало 81,2 чоловіків;  на 100 жінок у віці від 18 років та старших — 93,2 чоловіків також старших 18 років.
Середній дохід на одне домашнє господарство  становив 37 238 доларів США (медіана — 27 083), а середній дохід на одну сім'ю — 46 427 доларів (медіана — 37 500). За межею бідності перебувало 18,3 % осіб, у тому числі 7,4 % дітей у віці до 18 років та 40,0 % осіб у віці 65 років та старших.
Цивільне працевлаштоване населення становило 46 осіб. Основні галузі зайнятості: роздрібна торгівля — 21,7 %, фінанси, страхування та нерухомість — 19,6 %, освіта, охорона здоров'я та соціальна допомога — 17,4 %.